# Мазур Микола Володимирович
Микола Володимирович Мазур (1917, село Кушнірівська Слобідка, тепер Хмельницького району Хмельницької області — ?) — український радянський діяч, бригадир тракторної бригади Купільської машинно-тракторної станції Волочиського району Кам'янець-Подільської (Хмельницької) області. Депутат Верховної Ради СРСР 5-го скликання.

## Біографія
Народився 1917 року. Освіта початкова, закінчив шість класів сільської школи.
З 1932 року — колгоспник, їздовий колгоспу. Закінчив курси трактористів. Працював трактористом Купільської машинно-тракторної станції Волочиського району Кам'янець-Подільської області.
Служив у Радянській армії шофером зенітно-кулеметної роти 1342-го зенітного артилерійського полку, учасник німецько-радянської війни, 
У 1946—1958 роках — тракторист, помічник бригадира, бригадир тракторної бригади Купільської машинно-тракторної станції Волочиського району Кам'янець-Подільської (Хмельницької) області.
Член КПРС з 1958 року.
З 1958 року — бригадир тракторної бригади колгоспу імені Сталіна (потім — імені Ілліча) села Купіль Волочиського району Хмельницької області.
Потім — на пенсії в селі Купіль Волочиського району Хмельницької області.

## Нагороди
- орден Леніна (1952)
- орден Трудового Червоного Прапора (26.02.1958)
- орден Вітчизняної війни ІІ ст. (6.04.1985)
- медаль «За бойові заслуги» (21.04.1945)
- медаль «За взяття Берліна»
- медалі